# 百烈煞
百烈煞（英語：Parallax，亦譯作视差怪）是一個出現在DC漫畫中的虛構超級反派。由作家Ron Marz和藝術家Darryl Banks創作。2009年，被評為IGN全部最偉大的漫畫書惡棍中的第92位。

## 人物
百烈煞最初設計作為新的超級英雄綠光戰警哈爾·喬丹的身分，使哈爾變成反派。
在2004年的迷你系列《綠光戰警：重生》中，哈爾被復活且被免除了之前的犯行，因事實被揭示出來後，發現是百烈煞作為一個外星寄生實體，喬丹被寄生才導致他做出之前的惡行。
百烈煞是綠光戰警一個古老的恐懼，他擁有巨大且不規則的可怕身軀。
百烈煞也是黃光能量戒指的化身，能夠吸收並吞噬其他生物。

## 能力
百烈煞擁有創造巨大的恐懼和心靈控制的能力，沒有固定的物理形狀，會不斷對受害者灌輸恐懼，強大到足以輕鬆地震懾和控制超人跟神力女超人，也有像幽魂一樣的下場，對綠光戰警來說更是一個極大的威脅。
除了那些能夠理解和征服內心的恐懼，比如凱爾·雷納和蝙蝠俠，但奇怪的是他無法控制初代綠光戰警艾倫·史考特。

## 其他媒體
- 在《綠燈俠：首次飛行》中和聖納托一同襲擊綠光軍團，百烈煞最後被哈爾毀掉。
- 百烈煞曾在《綠光戰警：翡翠騎士》中短暫提及，阿托希塔斯向阿賓·蘇預言聖納托軍團會利用戒指創造出百烈煞這種生物。
- 於2011年的真人電影《綠光戰警》中[3]，百烈煞在成為片中的大反派，在地球殺死海克特·漢蒙博士後，和哈爾展開追逐戰。百烈煞從口中吐出黃色光彈攻擊，且還不斷灌輸恐懼給他，最後被哈爾用伎死於太陽。
- 百烈煞出現在電子遊戲《DC 超級英雄 Online》中。
- 遊樂園綠光戰警（六旗大冒險）中也含有百烈煞的項目。

## 外部連結
- 漫画书数据库：Parallax entity
- Alan Kistler's profile on Green Lantern
- The Origin of Parallax at DC Comics.com （页面存档备份，存于）